# Белановичи (Петриковский район)
Белановичи (бел. Бяланавічы) — деревня в Петриковском сельсовете Петриковского района Гомельской области Беларуси.

## География

### Расположение
В 6 км на восток от Петрикова, 9 км от железнодорожной станции Муляровка (на линии Лунинец — Калинковичи), 195 км от Гомеля.

### Гидрография
На реке Припять (приток реки Днепр).

## Транспортная сеть
Транспортные связи по просёлочной, затем автомобильной дороге Лунинец — Гомель. Планировка состоит из прямолинейной широтной улицы, к которой присоединяются 3 переулка. Жилые дома деревянные, усадебного типа.

## История
По письменным источникам известна с конца XVII века. В инвентаре 1700 года в Мозырском повете Минского воеводства Великого княжества Литовского; 10 длительных и 5 пустых служб. После 2-го раздела Речи Посполитой (1793 год) в составе Российской империи. В 1811 году во владении Ходкевичей. В 1879 году обозначена как селение в Петриковском церковном приходе. Согласно переписи 1897 года действовал трактир. В 1908 году в Петриковской волости Мозырского уезда Минской губернии. В 1913 году открыта земская школа, которая размещалась в наёмном крестьянском доме.
В 1929 году организован колхоз. 51 житель погиб на фронтах Великой Отечественной войны. Согласно переписи 1959 года центр совхоза «Белановичи». Работали отделение связи, Дом культуры, начальная школа, библиотека, фельдшерско-акушерский пункт.

## Население

### Численность
- 2004 год — 103 хозяйства, 190 жителей.

### Динамика
- 1811 год — 39 дворов.
- 1897 год — 77 дворов 642 жителя (согласно переписи).
- 1908 год — 81 двор, 564 жителя.
- 1917 год — 667 жителей.
- 1925 год — 114 дворов.
- 1959 год — 442 жителя (согласно переписи).
- 2004 год — 103 хозяйства, 190 жителей.

## Известные уроженцы
- В. И. Мотуз — полный кавалер ордена Славы.